# Nikos Valsamakis (Maler)
Nikolaos Valsamakis, auch Nikos Valsamakis, (griechisch Νίκολαος Βαλσαμάκης, geboren 1973 in Athen) ist ein griechisch-deutscher Maler.

## Leben
Nikos Valsamakis wuchs als Kind einer deutschen Mutter und eines griechischen Vaters in Athen auf. Dort besuchte er auch die Schule, die er 1991 mit dem Abitur abschloss. Es folgten zunächst private Studien in den Feldern Malerei und Zeichnung in verschiedenen Athener Ateliers. Von 1993 bis 1999 wurde er zum Studium der Malerei an der Hochschule der Bildenden Künste Athen bei Chronis Botsoglou und Thanasis Makris zugelassen. Er schloss in den Jahren 2000 bis 2002 ein Aufbaustudium Freie Kunst an der Hochschule für bildende Künste Hamburg bei Werner Büttner und Fritz W. Kramer an, unterstützt durch ein Stipendium der Akademie der Künste Athen für ein Aufbaustudium im Ausland. Im Jahr 2005 erhielt er ein einjähriges Arbeitsstipendium der Freien und Hansestadt Hamburg.
Seit 2012 ist Valsamakis neben seiner künstlerischen Tätigkeit als Hochschuldozent tätig. Von 2012 bis 2014 hatte er einen Lehrauftrag für das Fach Malerei an der Hochschule für Angewandte Wissenschaften Hamburg an der Fakultät Design, Medien und Information und ab 2016 für Grundlagen des Aktzeichnens an der Hochschule für Bildende Künste Hamburg.
Nikos Valsamakis lebt in Hamburg und ist verheiratet mit einer Studienkollegin, der aus Südkorea stammenden Zeichnerin Kyung-hwa Choi-ahoi. Neben seiner eigenen Tätigkeit als bildender Künstler ist Valsamakis auch künstlerisches Objekt in ihren Arbeiten. Ebenso schuf er von Choi-ahoi im Jahr 2005 ein Gemälde im Abendkleid.

## Werk
Charakteristisch für Nikos Valsamakis’ Maltechnik ist die in mehreren Schichten pastos aufgetragene Farbe. Taz-Kunstkritiker Hajo Schiff beschrieb ihn als einen „der wenigen [Künstler], die sich hierzulande den dicken Malstil der Engländer um Lucian Freud, Frank Auerbach oder Leon Kossoff zu eigen gemacht haben“. Der pastose Farbauftrag verbindet sich entweder zu figürlichen Elementen wie in den frühen Arbeiten Sonntagsessen (2003/04), Wassermann (2004) und Pferd (2007/08) oder bleibt in späteren Arbeiten abstrakt wie in Richtige Farbe (2008/09) und Rotes Bild (2009). „Das pastose Element“ diene bei ihm „nur als Träger der Farbe“, so Valsamakis über seine Arbeit. Farbwirkung entsteht in seinen Gemälden durch das Zusammenspiel zahlreicher Einzelfarben und wird selbst zum inhaltlichen Bedeutungsträger.
Seine Arbeiten weisen oft eine hohe Farbigkeit auf, die sich aus einer fein strukturierten, dichten Farbmasse auf der Leinwand aufbaut. Nicole Büsing und Heiko Klaas beschreiben dies als eine „Malerei-immanente Auseinandersetzung mit Farbauftrag, Stofflichkeit, Bildstruktur, Harmonie der Farbtöne, Wertigkeit der Farben und Stimmigkeit der Komposition“.
Die Werke aus den frühen 2000er Jahren besitzen dabei auch oft noch eine figurative Ebene. Valsamakis zeigt Menschen in üppigen Gärten, Einzelfiguren und Familien in Interieurs. Geschichten werden erzählt, Situationen wie in Film Stills festgehalten. In den Interieurs ist die Zeit wie eingefroren. Das großformatige Gemälde Sonntagsessen (2003/04) etwa befasst sich mit Fragen von Beziehungen und Herkunft anhand der Familie. „Der leeren Spruchblase des Vaters in Überlegenheitspose steht die Mutter mit stummer starrer Sprachlosigkeit gegenüber“, beschreibt Susanne Burmester die Szene. Während die dynamischen Figuren des Vaters und eines Sohnes plastisch, aktiv im Vordergrund sitzen und gestikulieren, sind die Gesichter der Mutter und des zweiten Sohnes unkenntlich, die Pinselstriche, die Mund, Nase und Augen formen würden, verwischt, als wären sie ausradiert. Ihre Körper verschwimmen mit dem Hintergrund.
Diese figurativen Formen verlieren sich in späteren Werken wie Richtige Farbe (2008/09) zu geordneten pinselstrichschmalen Farblagen, die den Blick zwischen Flächigkeit und Raumtiefe hin- und herpendeln lassen. Beinahe gewebeartige Strukturen erinnern an Wandteppiche und spätantike Bodenornamente.  Nikos Valsamakis interessiert sich für antike Kunst und Artefakte antiker Kulturen und vergleicht seine Arbeitsweise mit der eines Archäologen. Im Gespräch mit Annegret Nippa sagt er: „Ich selbst arbeite wie ein Archäologe. Was die Archäologen in den Vitrinen zeigen, haben sie ja nicht erfunden, sondern entdeckt. Forscher und Künstler haben dies gemeinsam: das Interesse, etwas zu finden.“
So reflektiert das Gemälde Insel Keros (2020) das Thema der Insel sowohl mit Bezug zu Valsamakis’ griechischer Familienbeziehung als auch zum Verschwinden von Kulturen. Auf dem in Ockertönen gehaltenen Gemälde, das – beinahe monochrom – das Thema der Farbe eher durch das Fehlen von Farbigkeit behandelt, sind die Grenzen zwischen Wasser und Land, zwischen Existenz und Untergang kaum noch wahrnehmbar. Ähnlich wie in Sonntagsessen ist der Farbauftrag verwischt, Abgrenzungen von Vorder- und Hintergrund fast nicht mehr wahrnehmbar. Die Kykladeninsel Keros erlebte ihre Glanzzeit in der frühen Bronzezeit, wovon zahlreiche archäologische Funde zeugen. Heute ist sie unbewohnt und seit Jahrtausenden sind die Bewohner, die die Insel prägten, der Vergessenheit anheimgefallen.

## Werke in Museen und Sammlungen
Werke von Nikos Valsamakis wurden unter anderem von der Hamburger Kunsthalle angekauft (Kathedrale, 2006), befinden sich in der Sammlung Kornelia und Harald Frisch in Berlin sowie der Sammlung Volksfürsorge/AMB Generali.

## Ausstellungen (Auswahl)

### Einzelausstellungen
- 2005: Sommerhaus, Galerie Dörrie & Priess, Hamburg
- 2006: Nikos Valsamakis. Malerei, Kunstverein Rügen
- 2008: Kalender, Galerie Dörrie & Priess, Berlin
- 2009: Kontrast, Galerie Dörrie & Priess, Hamburg
- 2010: Nikos Valsamakis. Malerei, Showroom Druckerei Conrad, Berlin
- 2012: Lighted Days, Galerie Born, Berlin

### Gruppenausstellungen
- 2002: Clinic als Teil von Artgenda 2002, Künstlerhaus Hamburg
- 2003: Harakiri Bay, Kunsthaus Weidenallee, Hamburg
- 2004: Bilder, Westwerk, Hamburg
- 2005: Hamburger Stipendiaten Vorauswahl, Kunsthaus Hamburg
- 2006: Paint_O_Mania, Stadtgalerie Kiel
- 2007: Weltempfänger. 10 Jahre Galerie der Gegenwart, Hamburger Kunsthalle
- 2008: Malerei. Zeichnungen, Kunstraum Heiddorf
- 2009: Wir nennen es Hamburg, Kunstverein Hamburg
- 2012: (dis)PLACEMENTS – künstlerische Positionen der Verortung, Verschiebung und (De-)Platzierung im Rahmen der Hamburg Art Week
- 2013: Velada Remix. Werkstatt Cuborosa, Atelier Clemencia Labin Hamburg
- 2014: Kunstepedemie Büttner & Scolari, Galerie Feinkunst Krüger, Hamburg[15]
- 2015: Cover, Selekta Studio 1, Hamburg
- 2017: Open Access. 13 Blicke in die Sammlung, Hamburger Kunsthalle
- 2018: Immer Ärger mit den Großeltern, Kunsthaus Dresden
- 2019: Radical – Twilight. Grauzonen der Wirklichkeit, Frappant Hamburg
- 2020: Eye of Mobile, Onkaf Galerie, Neu-Delhi
- 2021: Isola, Galerie Hengevoss-Dürkop, Hamburg
- 2022: With Ukraine. Eine Ausstellung zum Krieg, Hinterconti Hamburg
- 2023: mit Fabian Hesse & Mitra Wakil, Nobuko Watabiki: Kunst in der Martini-Klinik XIX. Malerei, Zeichnung, Fotografie, Galerie Hengevoss-Dürkop, Hamburg
- 2024: Illusion, Hamburger Kunsthalle[16]

## Publikationen
- Esangil. Textem Verlag, Hamburg 2009, ISBN 978-3-941613-12-6.
- Sonntagsessen. Zeichnungen. Goryopress 2003.